# Chauvirey-le-Châtel
Chauvirey-le-Châtel is een gemeente in het Franse departement Haute-Saône (regio Bourgogne-Franche-Comté) en telt 117 inwoners (2011). De plaats maakt deel uit van het arrondissement Vesoul.

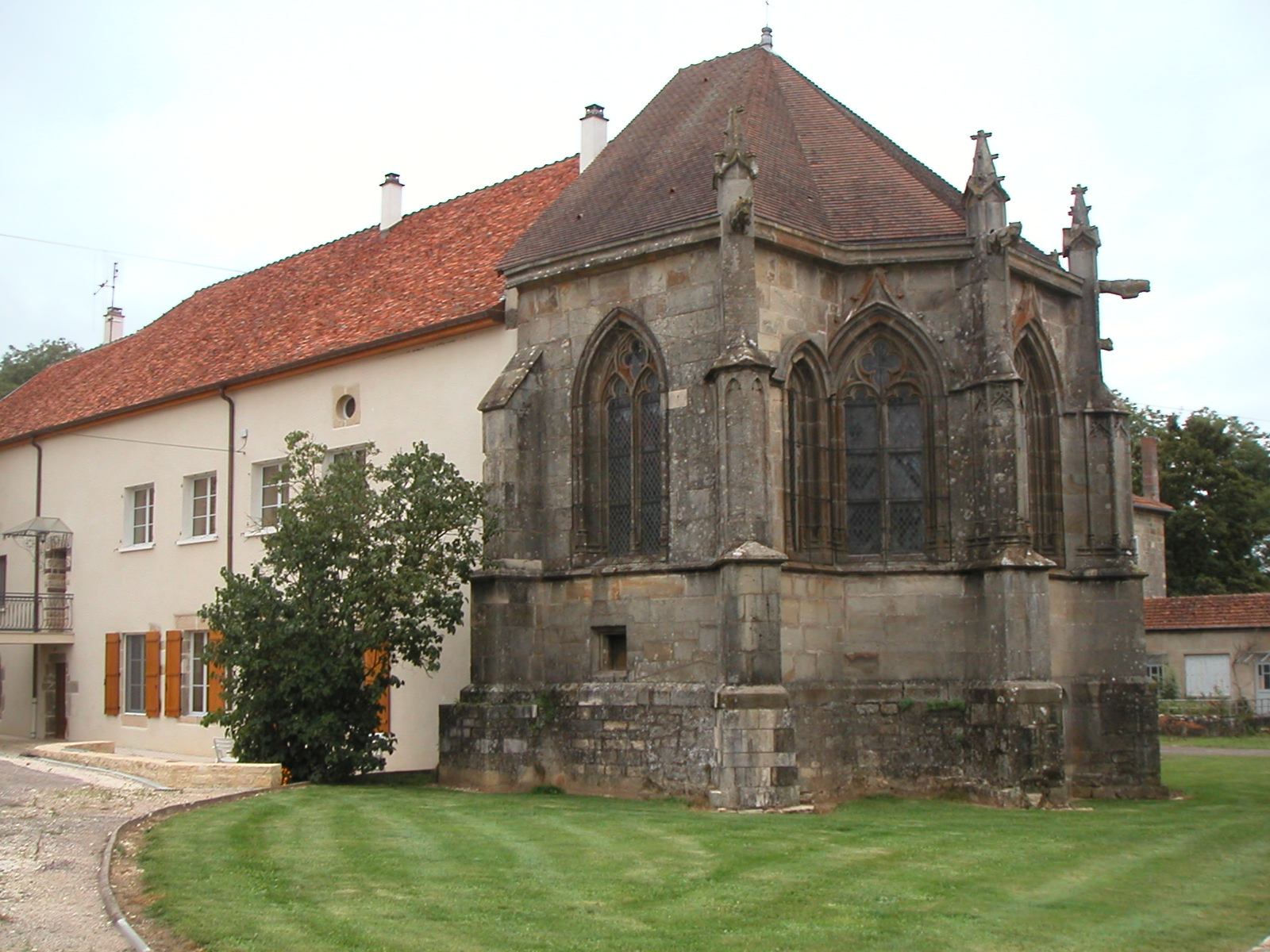
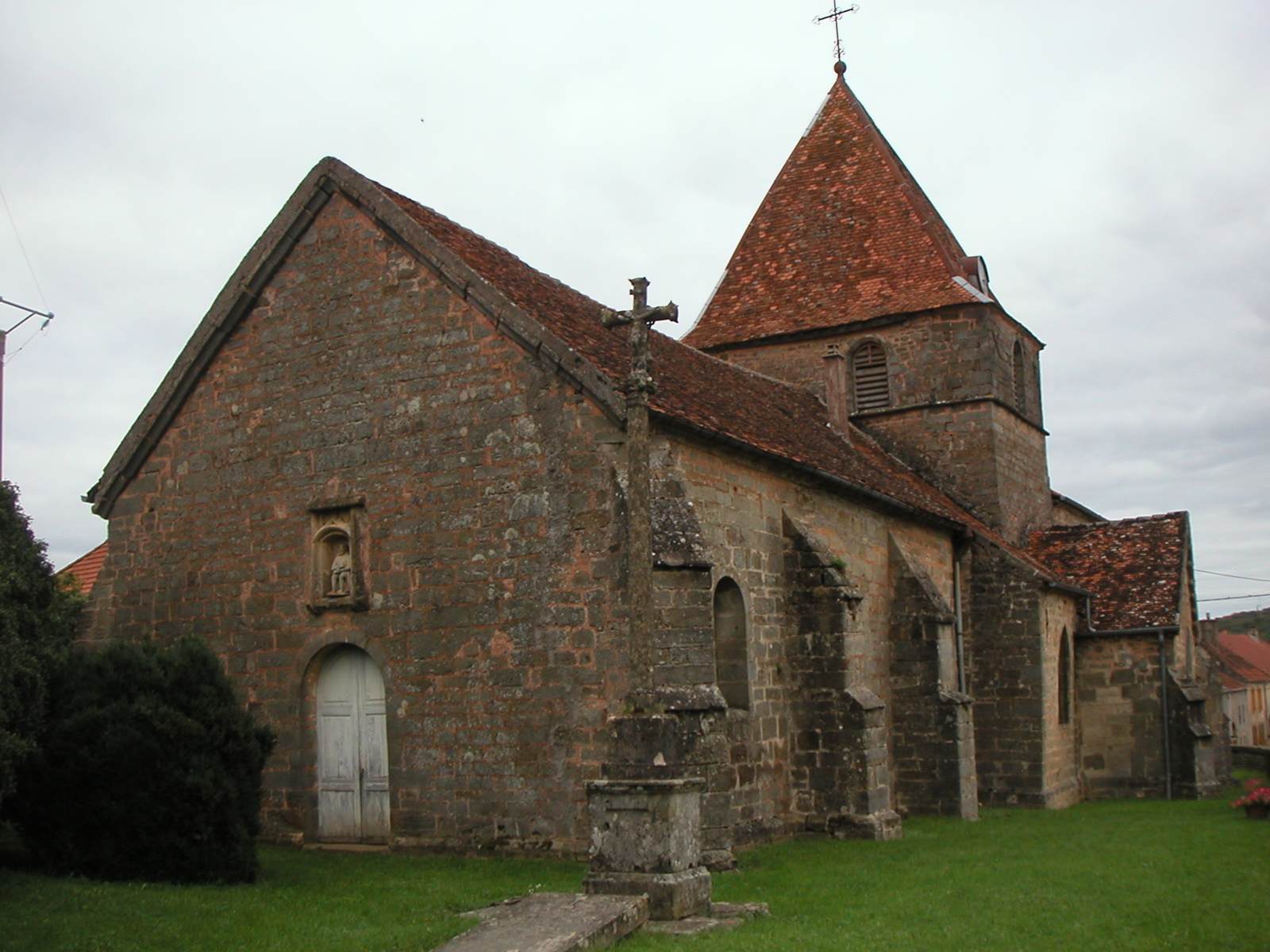

## Geografie
De oppervlakte van Chauvirey-le-Châtel bedraagt 11,5 km², de bevolkingsdichtheid is dus 10,2 inwoners per km².
De onderstaande kaart toont de ligging van Chauvirey-le-Châtel met de belangrijkste infrastructuur en aangrenzende gemeenten.

## Demografie
Onderstaande figuur toont het verloop van het inwonertal (bron: INSEE-tellingen).